# Paul Lawrie
Paul Stewart Lawrie (født 1. januar 1969 i Aberdeen, Skotland) er en skotsk golfspiller, der pr. juli 2008 står noteret for 9 sejre gennem sin professionelle karriere. Hans bedste resultat i en Major-turnering er hans sejr ved British Open i 1999. Sejren kom i hus efter en højdramatisk afslutning, hvor franskmanden Jean Van de Velde havde et stort forspring inden det sidste hul. Det lykkedes imidlertid Van de Velde at sætte føringen over styr, og afgørelsen måtte findes i et omspil som Lawrie vandt.
Lawrie har en enkelt gang, i 1999 repræsenteret det europæiske hold ved Ryder Cup, hvor det dog endte med et nederlag til det amerikanske hold.